# Горгон (Нелюдь)
Горгон (англ. Gorgon; настоящее имя — Горгон Пендрагон (англ. Gorgon Petragon)) — персонаж из комиксов, издаваемых Marvel Comics, член королевской семьи Нелюдей, расы сверхлюдей.

## История создания
Горгон, созданный писателем Стэном Ли и художником Джеком Кирби, впервые появился в Fantastic Four № 44 (ноябрь 1965). Является вторым после Медузы созданным представителем Нелюдей.

## Биография
Сын архивариуса Милены и брата предыдущего короля Агона архитектора Кората Горгон Пендрагон является двоюродным братом короля Чёрного Грома и член королевской семьи Нелюдей. Как принято у Нелюдей, Горгон в подростковом возрасте был подвержен воздействию тумана Терригена, после чего приобрёл повышенную прочность, а его ноги были преобразованы в копыта, способные создавать разрушительные волны. Став взрослым Горгон стал личным телохранителем Чёрного Грома, а также он отвечает за подготовку молодых Нелюдей, недавно подвергшихся воздействию Терригена, в использовании своих вновь приобретённых сил и способностей.
Горгон впервые покидает город Нелюдей Аттилан, чтобы спасти Медузу (страдающую в то время амнезией), который потерялась во внешнем мире. Это приводит к бою с Фантастической четвёркой, которая спасла Медузу от суперзлодейской команды Ужасающей четвёрки. После установления контакта с внешним миром Горгона и остальная часть королевской семьи несколько рас встречалась с Фантастической четвёркой на протяжении многих лет, вместе сражаясь с такими суперзлодеями, как брат Чёрного Грома Максимус, Психо-Человек, и Сфинкс.
С несколькими другими Нелюдьми Горгон также сражается с Мандарином, помогает Максимусу, путешествует по Америке в поисках пропавшего Чёрного Грома, и вступает в битву с Магнето. На протяжении многих лет с продолжающимся воздействием внешнего мира Горгон вместе с королевской семьёй пережил много приключений.
Существенные моменты в жизни Горгона включают в себя брошенный вызов Генетическому совету Аттилана и помощь в сокрытии беременной Медузы (с ребёнком Чёрного Грома) на Земле, а также спор с Чёрным Громом по поводу использования Альфа Примитив в качестве рабов. Он ведет армию Нелюдей на Землю, чтобы вернуть туманы Терригена, в результате чего много пленных людей были убиты Нелюдем по имени Джолен. Во время войны между Землёй и Нелюдьми Горгон был захвачен и подвергся повторному воздействию тумана Терригена, что усиливает его силы и превращает в настоящего зверя с неконтролируемой яростью. Вместе с другими Нелюдьми он покидает Луну, чтобы помочь империи Крии. Он позже был показан с более человекоподобным внешним видом.
В сюжетной линии Нечеловечность, НуЛюдь по имени Линейдж выстрелил ему в позвоночник, Горгон стал парализован ниже талии и не мог использовать свои силы.
В рамках All-New, All-Different Marvel Горгон присоединился к дипломатической миссии, созданной Медузой для наблюдения и помощи при восстановлении вновь трансформированных Нелюдей. Его паралич позже вылечен НуЛюдем Эшом/Панацеумом.

## Силы и способности
Сверхчеловеческие способности Горгона являются результатом воздействия мутагенного тумана Терригена. Ноги Горгона похожи на копыта быка, с помощью них он может создавать интенсивные ударные волны, эквивалентные по мощности землетрясению. Также обладает повышенной прочностью и долговечностью, хотя, как и большинство Нелюдей имеет более слабую иммунную систему чем у обычного человека.
Горгон подвергался повторном воздействию Терригена, вызванного чиновниками Пентагона. После чего он стал больше и сильнее и вёл себя более звероподобно. Эти изменения постепенно утрачены.

## Альтернативные версии

### Amalgam Comics
Во вселенной Amalgam Comic присутствует персонаж Большой Горгон, являющейся комбинацией Горгона и персонажа DC Comics Большого Медведя. Он является членом супергеройской команды Un-People

### Земля Икс
На Земле Икс Горгон, как и другие Нелюди, подвергся дальнейшей трансформации и обладает бычьей головой.

### Зомби Marvel
Во вселенной Marvel Zombies зомбированный Горгон был впервые показан в составе орды супер-зомби, пытающихся съесть последних несколько людей оставшихся на Земле, но люди благополучно перемещаются в другую реальность. Позже было показано, что вся королевская семья Нелюдей стала зомби и отправилась к Кингпину, чтобы съесть его человеческих клонов. Человек-машина атакует Горгона, он пытается применить свои способности создания копытом землетрясения, но его нога мгновенно отваливается.

### Marvel Ultimate
Во вселенной Ultimate версией персонажа является женщина Горгона, сестра Медузы и Кристалл, обладающая способностью гипнотизировать людей..

## Вне комиксов

Эме Иквуакор в роли Горгона в телесериале «Сверхлюди»

### Телевидение
- Горгон вместе с другими Нелюдьми появляется в серии «Медуза и Нелюди» мультсериала «Фантастическая четвёрка» 1978 года.
- Горгон появлялся в нескольких сериях 2 сезона мультсериала «Фантастическая четвёрка» 1994 года, где его озвучил Майкл Дорн.
- Нолан Норт озвучил Горгона в мультсериалах «Халк и агенты У.Д.А.Р.», «Совершенный Человек-паук», «Стражи Галактики» и «Мстители, общий сбор!».
- В телесериале «Сверхлюди» Горгона сыграл Эме Иквуакор. В начале он уничтожает робота-лунохода, направленного частной аэрокосмической компанией, при этом в объектив камеры робота попадает его копыто, что заинтересовало сотрудницу компании Луизу Фишер. После исчезновения Тритона Горгон отправился на Гавайти в поисках его, но чуть не утонул и был спасён местными сёрферами. Позже он вызвал Максимуса на бой, в результате чего вместе с гавайцами вступил в схватку с группой нелюдей, возглавляемых Оран. После атаки нелюдя Мордиса, способного стрелять лучами из глаз, Горгон и гавайцы отступили. Спасает Карнака от наркоторговцев, позже они вдвоём встречают Чёрного Грома и Медузу. В шестой серии побеждает и берёт в плен Оран и её отряд, после чего гибнет в схватке с Мордисом, который также погибает. Его тело было доставлено в Аттилан, где он был воскрешён Карнаком и Оран с помощью повторного террогенезиса и ДНК Оран.

### Видеоигры
- Горгон, озвученный Грегом Иглсом, появляется в игры Marvel: Ultimate Alliance.
- Горгон является играбельным персонажем в Marvel: Avengers Alliance.